# After Shave och Anders Eriksson (CD-singel)
After Shave och Anders Eriksson är en CD-singel från 2007 av After Shave och Anders Eriksson, som spelades in i samband med 25-årsjubileumsshowen Cabaret Cartwright.
Den spelades in live den 8 december 2007 på Kajskjul 8 i Göteborg och i Rythm & Jazzstudio januari 2008.

## Låtförteckning
1. Countrykillen
2. Dograp
3. Varför finns det inga tyska komiker (live)
4. Heartbrek number 9 (live)

## Medverkande
- Jan Rippe
- Knut Agnred
- Per Fritzell
- Anders Eriksson

Den Ofattbara Orkestern:
- Måns Abrahamsson - Trummor
- Lars "Lim" Moberg - Gitarr
- Jan Gunér - Bas
- Jan Corneliuson - Keyboard + gitarr

Övriga:
- Jan Bjerger - Trumpet + mandolin
- Sven Fridolfsson - Saxofon + munspel
- Hanna Eliasson/Nicola Boruvka - Fiol